# Suhe južine
Suhe južine ali matije (znanstveno ime Opiliones, nekdaj Phalangida) so red pajkovcev, v katerega uvrščamo okoli 6.500 danes živečih opisanih vrst, ki jih prepoznamo predvsem po zelo dolgih in tankih nogah, čeprav to ni lastnost vseh vrst.

## Telesna zgradba
Če izvzamemo noge so suhe južine razmeroma majhni členonožci; večina meri v dolžino med pet in deset milimetrov, telo največjih tropskih vrst pa v dolžino meri do 20 mm. Skupaj z nogami merijo prek 15 cm. Na drugi strani so najmanjše vrste, ki so podobne pršicam in skupaj z nogami dolge komaj 1 mm (te imajo tudi kratke noge v primerjavi z velikostjo telesa).
Njihov kratek, členjen zadek se pritrja na glavoprsje (prosomo) po celotni širini in med njima ni zožitve (kot npr. pri pajkih), zaradi česar ima telo ovalno obliko. Na vrhu prosome je v sredini dvignjena struktura, t. i. tuberkel, ob straneh katerega sta očesi. Pri nekaterih skupinah je tuberkel zelo širok, zaradi česar se zdi, da so oči ob robu glavoprsja namesto v sredini. Druge vrste so brez oči. Na spodnji strani so izvodila smradnih žlez, ki izločajo jedko tekočino, namenjeno obrambi. Helicere so majhne, vitke in škarjaste. Pedipalpi so lahko podobni nogam, le da so v tem primeru po navadi krajši, ali močni in poraščeni s trni ter namenjeni grabljenju plena.
Najopaznejša značilnost suhih južin so dolge, tanke in močno členjene noge, ki lahko po dolžini mnogokrat presegajo dolžino telesa. Njihovo stopalce (tarzus) je vedno zgrajeno iz mnogo členov in zelo gibljivo. Drugi par nog je najdaljši in ima tudi čutilno funkcijo; žival z njim tipa po podlagi.

## Življenje
S svojimi navidez okornimi dolgimi nogami se lahko premikajo presenetljivo hitro. Plezajo tako, da stopalce noge, ki je sestavljeno iz mnogih členov, ovijejo okrog stebla ali lista. Pred plenilci se branijo z izločki obrambnih žlez, lahko pa tudi odvržejo katero od nog. Odpadla noga jim ne zraste ponovno.
Parjenje je enostavno, brez posebnega dvorjenja. Samci imajo penis, ki ga med samičinimi helicerami vstavijo v njeno vaginalno odprtino. Poleg suhih južin imajo poseben moški spolni ud med pajkovci samo še pršice. Samica iztegne leglico iz vaginalne odprtine in z njo odloži jajčeca v prst, mah, gnil les ipd. Naenkrat odloži na stotine jajčec. Življenjska doba v območjih z zmernim podnebjem znaša okoli enega leta. Prezimijo bodisi v jajčecih, bodisi kot neodrasli osebki.

## Ekologija
Večina vrst živi v tropskih in subtropskih krajih, največkrat v vlažnih habitatih, kot so gozdna tla, podrta drevesa, humus in jame. Večinoma so plenilci, nekatere vrste pa so tudi mrhovinarske. Plenilske lovijo večinoma druge majhne členonožce, nekatere tudi polže. Za razliko od pajkov lahko prebavijo tudi trdne delce hrane.
Obstaja zmotno prepričanje, da imajo suhe južine enega najnevarnejših strupov med pajkovci in da so človeku nenevarni le zato, ker ne morejo predreti njegove kože. To ne drži; suhe južine sploh nimajo strupnih žlez in njihove helicere se namesto s strupnikom končujejo s škarjasto strukturo.

## Sistematika in evolucija
Suhe južine veljajo za zelo staro skupino pajkovcev. Nekateri fosili iz devona (pred okrog 400 milijoni let) že kažejo znake, značilne zanje, kot so penis in vzdušnice. To pomeni, da so živele na kopnem vse od takrat. Bolj so sorodne ščipalcem in pršicam kot pajkom.
Njihova taksonomija je razmeroma slabo raziskana, saj je določanje vrst zaradi drobnih in krhkih struktur težavno. Specialisti so zato redki; skoraj tretjino od 6.500 znanih vrst je opisal en znanstvenik, nemški arahnolog Carl Friedrich Roewer. Takson je prvi formalno opredelil švedski naravoslovec Karl Sundevall. Ime Opiliones izvira iz latinske besede opilio, ki pomeni »ovčji pastir«, vendar asociacija ni jasna.
V Sloveniji živi okrog 55 vrst suhih južin, nobena od katerih ni endemna. Najbolj znan in najpogostejši v človekovih bivališčih je gotovo pozidni matija (Opilio parietinus), nekoliko manj pogost pa je večji navadni matija (Phalangium opilio). Favnistično zanimive so jamske vrste, kot sta jamski veleškarnik (Ischyropsalis muellneri) in savinjski veleškarnik (I. hadzii), mnoge pa v jamah samo prezimujejo.